# Theta Phoenicis
Theta Phoenicis är en vit jätte i stjärnbilden Fenix. 
Stjärnan har visuell magnitud +6,09 och är svagt synlig för blotta ögat vid mycket god seeing. Den befinner sig på ett avstånd av ungefär 255 ljusår.